# ProRat
ProRat ou Profissional Remote Administrator Tool, é um software criado em Delphi,  desenvolvido em 2006 por Hector Cowlover, Brasil.

## Introdução
ProRat é um software de Windows desenvolvido para efetuar uma invasão de computador absoluta, tecnicamente baseada em estabelecimento de Cliente & Servidor.
O sistema programático do software desempenha-se através da criação de um servidor malicioso, que oferecê total controle de recursos do computador infectado, ao cliente (hacker) e ao endereço DNS da autoria deste. 
O Cliente se conecta aos servidores através do protocolo TCP, se utilizando de uma porta definida pelo hacker, a conexão é estabelecida através do DNS deste de forma reversa, ou seja, o computador infectado (vítima) não precisa estar com a internet vulnerável, que seriam portas livres pelo router ou com zona desmilitarizada (DMZ), pois conexão acontece de forma reversa, por tanto a internet e as configurações de rede do alvo podem estar mantidas dentro dos parâmetros de segurança máxima, que a invasão seria possível e eficaz, e somente o Hacker é que deve possuir a internet configurada e livre de restrições.
O sistema ProRat oferece total controle ao Hacker, do computador infectado, dentre eles, os mais importantes:
- Controle do comportamento do usuário alvo, o que faz, no que navega e o que digita.
- Acesso a todos os arquivos da maquina, deste os itens pessoais como fotos e senhas, até os arquivos e recursos do sistema.
- Acessibilidade ao cachê e à dados criptografados do navegador de internet e de outros programas, possibilitando a visualização de senhas salvadas na memória do navegador ou outros dados de aplicativos pessoais.
- Acesso total a todas as teclas pressionadas pelo usuário alvo, desde o primeiro dia da infecção.
- Acesso à tela do monitor, Webcam, entrada de áudio e de dispositivos conectados (Pen-Drive, CD, Etc.)
- O ProRat pode tirar capturas de tela da máquina infectada para monitorar a atividade do usuário.
- Ele pode servir como uma plataforma para instalar outros tipos de malware no sistema comprometido, como ransomware, vírus ou spyware adicional.